# Karla Vásquez
Karla Elizabeth Vásquez Villanueva (Santiago, 19 de agosto de 1989), conocida profesionalmente como K89, es una cantante y actriz chilena, conocida por participar en el programa juvenil de Chilevisión Yingo, por protagonizar la telenovela juvenil Gordis y por integrar el dúo musical Kevin y Karla.

## Biografía
Es hija de Ricardo Vásquez y Magaly Villanueva; tiene dos hermanos menores, Kevin y Kenneth. Karla a muy temprana edad manifestó su gusto por la música, la actuación y el canto, siendo este último, la herramienta que utilizaría para entrar al mundo de la televisión. A la edad de 5 años, empezó a hacer sus primeras apariciones en público masivo, en donde interpretaba canciones cristianas en los eventos que se presentaba. Más tarde tuvo el agrado de pisar grandes escenarios, como el Teatro Caupolicán, Estadio Nacional y el Movistar Arena compartiendo este con el gran cantante cristiano Marcos Witt.
A los 12 años, comenzó a presentarse a los casting Infantiles de los programas de televisión, en donde si bien en ese tiempo eran escasos, quedó seleccionada en dos de ellos (Bravo bravissimo, Buenos días a todos y Con ustedes). Luego a la edad de 18 años, viajó a Buenos Aires, Argentina para presentarse en el programa Latin American Idol.
Después de un descanso, en donde comenzó a estudiar en la Universidad, se presenta la posibilidad de probar suerte en el programa juvenil Chilevisión, Yingo, temporada fue denominada “Las estrellas del futuro”. Pasado un mes y medio de dicha competencia, el programa da un giro y se queda con 8 de sus 20 participantes, en donde vuelve a ser un programa de entretenimiento. Karla, fue una de las seleccionadas para seguir en el programa, junto a su hermano Kevin, en donde permanecen hasta la actualidad. En medio de la competencia “Estrellas del futuro”, Karla es convocada por el director del programa, Alex Hernández, para participar de la serie juvenil, de dicho canal, en el horario de las 20:00, fue así como Karla debutó en la actuación, obteniendo el papel protagónico de la teleserie Gordis donde interpretó a Amelia.
El 30 de agosto de 2014, Karla y Kevin realizaron un concierto en Teatro Facetas (Chile), denominado "Sin Condiciones", que superó las expectativas de asistencia, agotando todas las entradas al segundo día, obligando a la producción aumentar el stock de entradas a la venta.
Son dueños del canal de Youtube Musical más visitado en Chile y premiado por la entidad de Youtube en conjunto con Google Adsense, como un canal destacado en Latinoamérica por su número de visitas y suscriptores. Con más de 600 000 suscriptores y en ascenso, este dúo el fenómeno musical en el público joven y familiar con más de 20 millones de visitas en sus trabajos musicales.

## Filmografía
| Año       | Serie/Programa | Personaje                 | Notas                                           | Resultado           |
| --------- | -------------- | ------------------------- | ----------------------------------------------- | ------------------- |
| 2011-2012 | Yingo          | Ella misma - Participante | Competencia “Estrellas del futuro”              | Eliminada N.º 5     |
| 2012      | Gordis         | Amelia Peña               | Protagonista, telenovela juvenil de Chilevisión | Personaje Principal |

## Premios y nominaciones
| Año  | Premiación                 | Personaje                      | Resultado | Ref.  |
| ---- | -------------------------- | ------------------------------ | --------- | ----- |
| 2012 | Premios Juveniles Gold Tie | Mejor Actuación Juvenil        | Nominada  | [ 4 ] |
| 2015 | Coca-Cola Award Chile      | Mejor Banda Juvenil de Youtube | Nominada  |       |